# Lage Nilsson
Lage Arvid Werner Nilsson, född 27 april 1906 i Övra Ålebäck, Gårdby socken på Öland, död 14 oktober 1996 i Mörbylånga, var en svensk arkivarie samt folklivs- och ortnamnsupptecknare.
Nilsson var son till lantbrukaren August Nilsson och Amelie Larsdotter. Han tog studentexamen vid Lunds privata elementarskola 1926 och blev fil. kand. i religionshistoria och folklivsforskning vid Lunds universitet 1931. Han var anställd 1941 vid landskontoret i Kalmar och var kansliskrivare och arkivarie vid länsstyrelsen i Kalmar län från 1946 och fram till sin pensionering
Under sin korta tid som docent och professor i Lund kom Jöran Sahlgren att intressera Nilsson för ortnamnsforskning. Denne blev en aktiv och intresserad dialekt- och ortnamnsupptecknare där han i Sahlgrens anda kombinerade namnstudierna med associativa folklivsuppteckningar. Ortnamnen såg han som en del av den bredare kulturhistorien. Åren 1929–34 forskade han på heltid för det av Sahlgren initierade Ortnamnsarkivet i Uppsala och nedtecknade 16 000 öländska ortnamn, med uttal, stavning och ursprung. Hans anteckningar om det lokalhistoriska sammanhanget och traditionsbildningen kunde bli utförliga och har visat sig vara av stort tvärvetenskapligt värde. Han var dock mera fältforskare och samlare, än han gick den sedvanliga akademiska vägen. Till Folklivsarkivet vid Lunds universitet har han överlämnat ett omfattande material med sina uppteckningar och sin forskning rörande de öländska väderkvarnarna. 1956 fick han av Ölands hembygdsförbund uppdrag att bedriva traditionsforskning bland till Amerika utvandrade ölänningar. År 1987 utsågs han till Årets ölänning.
I det av Bertil Palm med flera utgivna bokverket Öland medverkade han i band 2 med en uppsats om öländska ”Seder, bruk och levnadssätt”. I den kulturhistoriska årsboken Kalmar län har han bland annat skrivit om öländsk kalkbränning under 1800-talet och om folktro kring väderkvarnarna. Han medverkade i en rad öländska sockenböcker.
Han är gravsatt i Gårdby.